# Metro v Omsku

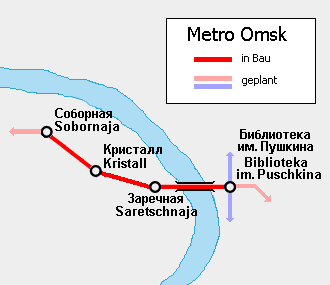
Schéma prvního budovaného úseku metra

Omské Metro je nerealizovaná podzemní dráha v ruském městě Omsk. Byl budován úsek o délce celkem čtyř stanic. Celkem byl plánován systém čtyř linek. Po metru v Novosibirsku mělo být druhým systémem metra na Sibiři. V roce 2018 byla výstavba zrušena. Jediná dokončená stanice slouží jako pěší podchod. 

## Historie
Omsk se stal v druhé polovině 20. století milionovým městem, což postupně začalo klást velké nároky na místní MHD. Již v 60. letech byl označen za město, kde je možné podzemní dráhu s přijatelnými náklady vybudovat. Nakonec se však v této době usoudilo, že přednější bude metro vystavět v Čeljabinsku, Omsk měl mít vlastní systém podpovrchové tramvaje.
Tento plán se však při dalším zkoumání ukázal však jako nevhodný a tak byla opět oprášena koncepce podzemní dráhy. Rozhodnutí nakonec padlo v roce 1986, stavět se ale začalo až roku 1992, rok po zániku Sovětského svazu, jež byl na budování honosných podzemních drah velmi štědrý. Plán počítal s třemi linkami (červená, modrá, zelená), které vytvoří přestupní trojúhelník pod centrem města. První projekty stanic byly velkolepé – interiéry působily na svoji dobu supermoderním dojmem, obkladem stanic měly být dekorativní kameny a ocel. Novější návrhy jsou již skornější, počítají s jednolodními, spíše omítnutými než náročně zdobenými, stanicemi.
Budovat se tedy začala první, červená linka, a to její jižní část – úsek mezi stanicemi Tupolevskaja a Rabočaja. Jednalo se o úsek, který by spojil průmyslové závody s centrem města, a po dalším prodloužení západním směrem by se zajistila i doprava té části města na jeho druhé straně, rozkládající se za řekou Irtyš. Na tomto úseku se sice v 90. letech pracovalo, byly však pouze vyraženy tunely a nedošlo již k výstavbě jednotlivých stanic.
Také byl budován, vedený na druhé straně řeky, než je ten původní; obě jsou spojeny mostem (po tomto bude metro po svém dokončení jezdit; původní koncepce vést jej tunely pod řekou byla nakonec zrušena). Most byl roku 2005 otevřen automobilové dopravě. V rámci prvního úseku metra mají vzniknout celkem 4 nové stanice (Sobornaja, Kristall, Zarečnaja a Biblioteka imeni Puškina).
Roku 2014 se stavba na systému se zastavila. Poté byl udělen kontrakt ruské firmě Sibmost na dokončení 7,5kilometrového (4,7 mil) lehkého metra s pěti stanicemi, od Biblioteka Pushkina do Prospekt Rokossovskogo. V září 2015 bylo oznámeno, že stavba pokračuje, a to s ohledem na vysoké náklady na zachování stabilního stavu již postavených objektů. V roce 2018 rozhodla vláda Omské oblasti o zastavení výstavby, uvolnila finanční prostředky na konzervaci stavby. V roce 2022 se objevil návrh zapojit vystavěné části do městské tramvajové sítě. 